# Isabelle Ire de Majorque
Isabelle Ire de Majorque (en catalan : Elisabet de Mallorca), née vers 1337 et morte en 1404 ou 1406, est reine titulaire de Majorque, marquise de Montferrat, dame de Lunel et de Gallargues-le-Montueux.

## Biographie
Isabelle, ou Élisabeth, est la fille de Jacques III de Majorque, comte du Roussillon et de Constance, reine de Majorque, fille d'Alphonse IV d'Aragon.  
Elle se rend avec sa famille de Provence à Majorque par mer en octobre 1349, c'est alors que son père est tué lors de la bataille de Llucmajor et elle est capturée, avec son frère Jacques, par leur oncle Pierre IV d'Aragon. Elle est emprisonnée au château de Xàtiva avec la seconde épouse de son père Violante di Vilaragut. Sa belle-mère est libérée en 1352 mais Isabelle ne retrouve la liberté qu'en 1358 après qu'elle a renoncé à ses droits sur le royaume de Majorque. 
Elle épouse alors le 4 septembre 1358 à Montpellier le marquis Jean II de Montferrat, qui meurt en 1372, puis secrètement vers 1375 ou 1376 un chevalier allemand, le baron Konrad von Reichach zu Jugnau. Après sa séparation de son second mari, elle se retire à Paris en 1379. Faite dame de Lunel par le roi Charles V de France. Elle vit au couvent de Sainte Catherine-du-Val-des-Écoliers à Paris jusqu'en 1404, date possible de sa mort. À moins qu'elle ne se soit retirée dans son château de Gallargues en Provence avant de mourir en 1406.
En 1375, à la mort de son frère Jacques, elle avait hérité de ses « prétentions » au royaume de Majorque. Incapable de les faire valoir, elle les transmet à Louis II d'Anjou.
Elle a été inhumée au Couvent Saint-Domingue à Perpignan.

## Postérité
Elle a cinq enfants de son premier époux : 
- Otton III de Montferrat.
- Jean III de Montferrat.
- Théodore II de Montferrat.
- Marguerite de Montferrat, comtesse d'Urgell.
- Guillaume de Montferrat.

Et un fils de son second mariage :
- Michel von Reichach zu Jungnau.